# 入侵萨拉毛亚-莱城
入侵萨拉毛亚-莱城（英语：Invasion of Salamaua–Lae），也被日本称为SR作战，是第二次世界大战太平洋战争期间，大日本帝国攻占新几内亚领地的萨拉毛亚-莱城地区的行动。日军入侵并占领了该地区，以建立一个机场并建立一个基地，并以此掩护和支持日军向新几内亚东部和珊瑚海地区的进攻。日军登陆后该地区的小型澳大利亚驻军撤退，并没有对其入侵行为做抵抗。
为了应对日本的登陆，3月10日，包括约克城号航空母舰和列克星敦号航空母舰在内的一支美国海军航空母舰特遣队用舰载机袭击了侵略的日本海军。航母上的舰载机有来自澳大利亚汤斯维尔市皇家空军基地，美国空军第19轰炸组的第435轰炸中队的8架B-17轰炸机和来自新几内亚莫尔兹比港，澳大利亚皇家空军第32中队的8架哈德逊式轰炸机。突袭击沉了3艘运输船，并损坏了其他几艘船。
尽管在空袭中蒙受了损失，日军依旧成功占领了萨拉毛亚和莱城，并开始了基地和机场的建设。后来，以此机场为基地的日本空军部队支援了在莫尔兹比港对抗盟军的空中优势战役。1942年7月，在日军放弃了从海上入侵莫尔兹比港的计划后，萨拉毛亚-莱城的基地支持了日军最后选择的沿着科科达小径对莫尔兹比港进攻的战役，但最终失败。

## 登陆

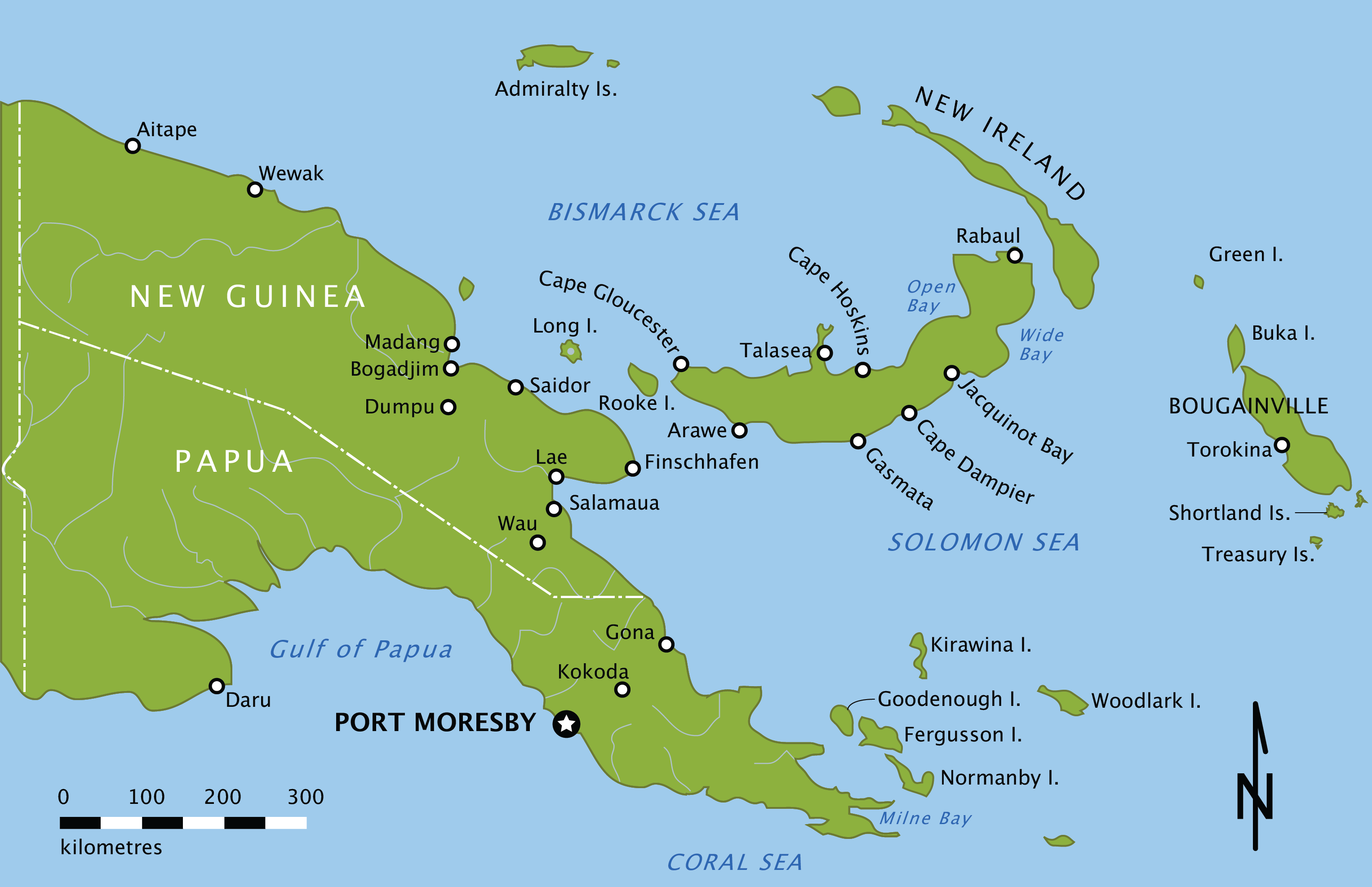
新几内亚岛东部和新不列颠岛的地图
萨拉毛亚-莱城位于新几内亚东北部的休恩湾附近

1942年初，日本最高司令部开始计划在新几内亚岛和所罗门群岛的行动，其为在南太平洋建立基地的总体战略的一部分，该基地将用来封锁美国和澳大利亚之间的盟军通讯线路。作为该战略的一部分，莱城、萨拉毛亚、图拉吉岛和莫尔兹比港被确定必须攻占以建立基地，并为在南太平洋的进一步行动做准备，以将防御边界推向南方。为了入侵萨拉毛亚和莱城，由海军中将井上成美领导日本海军第4舰队，以及陆军少将堀井富太郎领导的南海支队用第2营、少佐堀江正领导的第144步兵团以及海军特别陆战队中一个营的军力组建了一支登陆部队。
为了支持这一行动，大日本帝国海军成立了由海军上将梶冈定道指挥的护送舰队。日军向该舰队分配了重巡洋舰青叶号、衣笠号，古鹰号和加古号，轻巡洋舰天龙号、龙田号和夕张号，以及驱逐舰睦月号、望月号、弥生号、朝凪号、追风号和夕凪号。
入侵舰队于1942年3月5日离开拉包尔，包括梶冈定道的护送舰队，各式各样的辅助舰和运输舰组成。运输舰横滨丸号和ちゃいな丸号载着堀江正的部队驶往萨拉毛亚，而金刚丸号和黄海丸号以及辅助布雷舰天洋丸号则载着海军登陆队前往莱城。空中行动由在莫尔兹比港、莱城和布洛洛附近的第24航空战队进行支援。
从拉包尔离开后，日军于1942年3月8日在莱城和萨拉毛亚登陆。堀江正部队的任务是夺取包括机场和附近城镇在内的萨拉毛亚，而海军登陆部队则负责攻占莱城。日军在莱城的登陆没有遭到反抗。新几内亚志愿军的一个小支队和澳大利亚陆军第2/22营的一些人着手摧毁萨拉毛亚周围的主要基础设施，在一场小规模的战斗导致一名日本人伤亡之后，他们摧毁了弗朗西斯科河上的桥，然后撤退到通往木波的山丘上。澳大利亚皇家空军第32中队的哈德逊式轰炸机开始进行空中拦截，使得横滨丸号上的3名日本人丧生和8人受伤。哈德逊式轰炸机在莱城附近发生的另一次袭击，对朝凪号造成了轻微损坏。

## 突袭萨拉毛亚-莱城
1942年3月10日清晨，位于新几内亚南部海岸巴布亚湾的第17特遣队航空母舰约克城号和列克星敦号上的舰载机起飞。在海军中将威尔逊·布朗的指挥下，特遣部队避开了日军的侦察，其从欧文斯坦利山脉上空驶近的方式使得它们完全没被发现。其从201千米（120英里）以外的地点起飞进攻的方式为特遣部队提供了安全保障，并确保了其对日军袭击的突然性。
在临近北部登陆地区后，攻击由列克星敦号的第2侦察机中队（VS-2）的SBD无畏式俯冲轰炸机发起，于09:22开始袭击在莱城的日军舰船。此后，来自列克星敦号第2轰炸机中队（VB-2）的SBD无畏式俯冲轰炸机和第2鱼雷机中队（VT-2）的TBD蹂躏者式鱼雷轰炸机在09:38时袭击了位于萨拉毛亚的日军舰船，同时第2战斗机中队（VF-2）的F4F“野猫”战斗机袭击了莱城和萨拉毛亚。约30分钟后，萨拉毛亚被约克城号第5轰炸机中队（VB-5）、第5鱼雷机中队（VT-5）和第42战斗机中队（VF-42）再次袭击，同时第5侦察机中队（VS-5）的SBD无畏式俯冲轰炸机袭击了沿着莱城的海岸航行的辅助船。
舰载机袭击后，第435轰炸中队的8架B-17轰炸机从汤斯维尔的皇家空军基地飞至此区域，也轰炸了目标区域，造成了进一步的破坏。
3艘运输船（金刚丸号、天洋丸号和横滨丸号）被击沉。 此外，轻巡洋舰夕张号、2艘驱逐舰（朝凪号和夕凪号）、运输船黄海丸号、布雷舰津轻号、水上飞机母舰诚川丸号以及辅助扫雷舰第二玉丸号也遭到了破坏。 第二玉丸号由于袭击造成的损伤，最终在三天后沉没。在沉没的3艘运输船中，有两艘是由舰载机击沉的，而货船则是由舰载机和B-17轰炸机共同击沉。突袭共造成日军130人死亡，250人受伤。
在参与作战的104架战机中，一架第2侦察机中队的SB3-2无畏式俯冲轰炸机被日本高射炮击落，两名机组人员丧生，另有11架飞机受损。
突袭击沉或破坏了入侵所用运输船中的三分之二。由于大多数运输船都在岸边，使得落水的日本陆军可以自己游上岸，由此避免了日本陆军的大量伤亡。日军注意到美军愿意将他们的航空母舰置于危险之中以阻止他们在该地区的行动，这对他们产生了更大的心理冲击。由于担心美军航母部队会阻止自己未来的作战行动，日本决定将航母舰队纳入其后来入侵莫尔兹比港的计划中，从而导致了珊瑚海战役。

## 后续
在完成对萨拉毛亚和莱城的攻占行动之后，日军开始进行夺取位于所罗门群岛的图拉吉的行动，作为在南太平洋建立防御边界的下一阶段。同时，从3月18日开始，他们开始从萨拉毛亚向内陆进军，而在莱城附近，他们在当地主城镇被围困了数周。尽管日军在珊瑚海战役之后其进攻莫尔兹比港的计划被推迟，但他们仍然继续在附近地区开展行动，并在萨拉毛亚-莱城建造了机场和大型基地设施。这些设施后来在科科达小径战役期间为其地面作战提供了支持。在整个1942年中，大部分澳大利亚军队从该地区向瓦乌撤退，但随着袋鼠部队的建立，他们继续在该地区进行游击式的行动，该部队在萨拉毛亚和莱城附近进行了观察和小规模突袭。到了1943年9月，当萨拉毛亚-莱城战役进入尾声时，盟军于重新控制了萨拉毛亚-莱城地区。